# Pascal Taskin
Pascal Joseph Taskin (1723 – 1793) var en fransk cembalo- og klaverbygger, født i Theux ved Liège. Han levede og arbejdede det meste af sit liv i Paris.

## Biografi
Pascal Taskin arbejdede i Blanchet-familiens værksted i Paris, hvor han i 1766 giftede sig med enken efter Francois Étienne Blanchet II og blev optaget i instrumentbyggerlauget. Hans instrumenter er ofte signerede som "elev af Blanchet".
Taskin arvede Blanchets titel som facteur des clavessins du Roi (Louis XV) og vedligeholdt kongehusets instrumenter efter Christophe Chiquelier da han pensioneredes i 1774. Sammen med sin nevø startede han et værksted ved slottet i Versailles.

## Instrumenter
Pascal Taskin videreførte og udviklede instrumenterne fra Blanhcets hånd, bl.a. med introduktionen af "knækobler" ("genouillères"), som muliggjorde skift af registre med knæene. Desuden udviklede han også et fjerde register med bløde læderplektre (kaldet "peau de buffle") i 1768. Han fortsatte traditionen med at ombygge (kaldet "ravalement") flamske instrumenter bygget i Antwerpen af Ruckers og Couchet, som var højt værdsatte for deres klangideal. Som andre byggere (herunder Jean-Claude Goujon) benyttede Taskin sig af den store efterspørgsel på flamske instrumenter ved at bygge dem af meget få gamle dele eller som egentlige forfalskninger. Selv hans sidste instrument, dateret 1788, er signeret "Andreas Ruckers" og har et forfalsket klangbundsmaleri i flamsk 17.årh. stil. Der findes i alt syv bevarede tomanualsinstrumenter fra hans hånd. De udviser alle kulminationen på fransk cembalobygning gennem raffineret design, gennemført håndværk og fine dekorationer. Det mest berømte er hans eget instrument fra 1769 som nu befinder sig på Raymond Russel Collection i Edinburgh. Dette instrument var et af de centrale instrumenter for de første moderne cembaloer bygget på grundlag af historiske instrumenter af Frank Hubbard og William Dowd sidst i 1950erne. Det har siden vøret indbegrebet af et koncertcembalo og kopieret af en lang række byggere verden over.
Taskin begyndte at bygge hammerklaverer sammen med Blanchet i 1760erne, sandsynligvis med inspiration fra instrumenter af Gottfried Silbermann med mekanik baseret på Bartolomeo Cristofori, der opfandt klaveret i 1720. Taskins ældst bevarede hammerklaver er fra 1780 og har en meget enkel mekanik uden escapement. Alle hans klaverer har kostbar udsmykning ofte med intarsia.

## Eksterne links
- Double-manual harpsichord, Pascal Taskin. Paris, 1769 Arkiveret 27. maj 2007 hos  Wayback Machine — in the Russell Collection, Edinburgh
- Double-manual harpsichord, Jean Goermans/Pascal Taskin. Paris, 1763/1783–1784 Arkiveret 23. oktober 2007 hos  Wayback Machine — in the Russell Collection, Edinburgh
- PASCAL THE RASCAL!! — Beskrivelse af hvorledes Taskin ændrede et instrument af Goermans så det kunne sælges som et af Couchet.